# Rémilly (Moselle)
Rémilly település Franciaországban, Moselle megyében. Lakosainak száma 2050 fő (2022. január 1.). Rémilly Adaincourt, Ancerville, Aube, Béchy, Beux, Flocourt, Han-sur-Nied, Lemud, Luppy, Saint-Epvre, Vittoncourt és Voimhaut községekkel határos.

## Népesség
A település népessége az elmúlt években az alábbi módon változott:
| Lakosok száma | 1423 | 1666 | 1779 | 1999 | 2147 | 2102 | 2016 | 2006 | 2009 | 2050 |
|               | 1968 | 1982 | 1990 | 2006 | 2013 | 2015 | 2017 | 2019 | 2020 | 2022 |